# Línia R14
La línia R14 (anteriorment Ca4a) és un servei de ferrocarril regional entre Barcelona Estació de França i Lleida Pirineus per Tarragona i Reus de Rodalies de Catalunya, de la Generalitat de Catalunya, i operada per Renfe Operadora que circula a través de línies de ferrocarril de via d'ample ibèric d'Adif.
Anteriorment era anomenada Ca4a com la línia R13, coincidint ambdues en origen i destí però passant l'una per Valls i l'altra per Tarragona i Reus. El servei R14 circula per la línia Barcelona-Vilanova-Valls (Barcelona via túnel d'Aragó - Sant Vicenç de Calders), la línia Barcelona-Martorell-Vilafranca-Tarragona (entre Sant Vicenç de Calders i Tarragona) i tota la línia Tarragona-Reus-Lleida.

## Història
El traçat actual de la línia R14 de Barcelona a Tarragona, Reus i Lleida originàriament pertanyia a diferents companyies ferroviàries.
Així, la secció inicial de Barcelona a Sant Vicenç de Calders per les costes del Garraf va ser construïda a partir del 1881 per la companyia del ferrocarril de Valls a Vilanova i la Geltrú i Barcelona (vegeu línia R13), encara que els trens no van poder arribar a l'estació de França fins al 1887. Aquell mateix any també es va inaugurar a Sant Vicenç de Calders un enllaç directe amb la línia de Martorell a Tarragona, en servei des del 1865.
La secció de Tarragona a Reus i Lleida és una de les més antigues de Catalunya, ja que el primer tram entre Tarragona i Reus va ser inaugurat el 1856. Posteriorment, la línia va ser ampliada des de Reus fins a Montblanc (1863), des de Montblanc a l'Espluga de Francolí i Vimbodí (1865), des de Vimbodí a Vinaixa (1872), des de Vinaixa a les Borges Blanques (1874), des de les Borges Blanques a Juneda (1878) i, finalment, de Juneda a Lleida el 1879.
Les diferents seccions de la línia van ser explotades per les companyies ferroviàries MZA i Nord, però el 1941 totes van quedar integrades dins la nova companyia estatal Renfe. Durant molts anys, i pel seu caràcter de línia transversal, aquest traçat només va fer serveis regionals però, gràcies a la seva progressiva electrificació, amb el pas dels temps (i fins a l'entrada en servei de la línia d'alta velocitat) va esdevenir el principal enllaç ferroviari de Catalunya amb la resta de l'Estat.

## Estacions

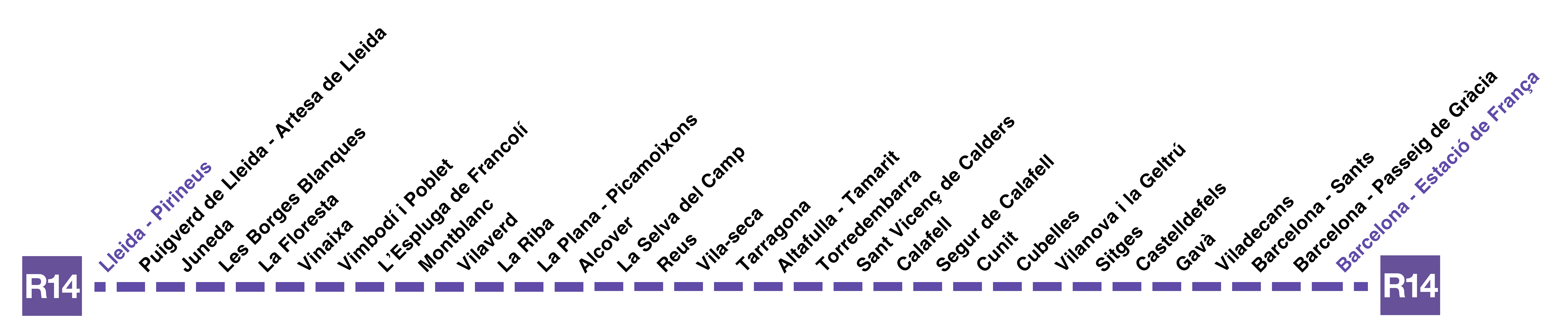
Esquema de la línia R14

| Estació                               | Municipi              | Correspondències | Serveis                                                           |
| ------------------------------------- | --------------------- | ---------------- | ----------------------------------------------------------------- |
| Barcelona-Estació de França           | Barcelona             |                  | Aparcament · Servei d'autobús urbà                                |
| Barcelona-Passeig de Gràcia           | Barcelona             |                  | Aparcament · Servei d'autobús urbà                                |
| Barcelona-Sants                       | Barcelona             |                  | Aparcament · Ascensor · Estació d'autobús · Servei d'autobús urbà |
| Viladecans                            | Viladecans            |                  | Aparcament · Ascensor · Servei d'autobús urbà                     |
| Gavà                                  | Gavà                  |                  | Ascensor · Servei d'autobús urbà                                  |
| Castelldefels                         | Castelldefels         |                  | Aparcament · Ascensor · Servei d'autobús urbà                     |
| Sitges                                | Sitges                |                  | Servei d'autobús urbà                                             |
| Vilanova i la Geltrú                  | Vilanova i la Geltrú  |                  | Aparcament · Servei d'autobús urbà                                |
| Cubelles                              | Cubelles              |                  | Servei d'autobús urbà                                             |
| Cunit                                 | Cunit                 |                  | Aparcament                                                        |
| Segur de Calafell                     | Calafell              |                  |                                                                   |
| Calafell                              | Calafell              |                  |                                                                   |
| Sant Vicenç de Calders                | El Vendrell           |                  | Aparcament                                                        |
| Torredembarra                         | Torredembarra         |                  |                                                                   |
| Altafulla-Tamarit                     | Altafulla             |                  | Aparcament                                                        |
| Tarragona                             | Tarragona             |                  | Aparcament · Servei d'autobús urbà                                |
| Vila-seca                             | Vila-seca             |                  | Aparcament                                                        |
| Reus                                  | Reus                  |                  | Aparcament · Servei d'autobús urbà                                |
| La Selva del Camp                     | La Selva del Camp     |                  | Aparcament                                                        |
| Alcover                               | Alcover               |                  | Aparcament                                                        |
| La Plana - Picamoixons                | Valls                 |                  | Aparcament                                                        |
| La Riba                               | La Riba               |                  | Aparcament                                                        |
| Vilaverd                              | Vilaverd              |                  | Aparcament                                                        |
| Montblanc                             | Montblanc             |                  | Aparcament                                                        |
| L'Espluga de Francolí                 | L'Espluga de Francolí |                  | Aparcament                                                        |
| Vimbodí                               | Vimbodí               |                  | Aparcament                                                        |
| Vinaixa                               | Vinaixa               |                  | Aparcament                                                        |
| La Floresta                           | La Floresta           |                  |                                                                   |
| Les Borges Blanques                   | Les Borges Blanques   |                  | Aparcament                                                        |
| Juneda                                | Juneda                |                  | Aparcament                                                        |
| Puigverd de Lleida - Artesa de Lleida | Puigverd de Lleida    |                  | Aparcament                                                        |
| Lleida Pirineus                       | Lleida                |                  | Ascensor · Aparcament                                             |